# La Londe
La Londe é uma comuna francesa na região administrativa da Normandia, no departamento de Sena Marítimo. Estende-se por uma área de 31,15 km². Em 2010 a comuna tinha 2 412 habitantes (densidade: 77,4 hab./km²).